# Kontingentborgare
Kontingentborgare, kontingentmedborgare eller genantborgare var en historisk svensk yrkesbeteckning på en person som sysslade med handel, export och import i stor skala. En kontingentborgare kunde för en avgift till staden få tillstånd att bedriva handel utan att bli medlem i stadens burskap eller skråväsen. Detta gällde även månglare: skillnaden var att månglare sysslade med småhandel medan en kontingentborgare bedrev stora företag och handel i stor skala. 
1529 hade adelspersoner förbjudits att ägna sig åt handel annat än för husbehov. 1580 uppluckrades dock dessa bestämmelser, och fattiga adelsmän fick rätt att erhålla borgarrättigheter. 1673 erhöll slutligen adelsmän och kronobetjänter rätt att bedriva handel utan att behöva söka burskap. I stället skulle de anmäla sig hos magistraten där de bodde och anlägga en avgift beräknad efter rörelsens art, kontingenten. Avsikten var inte i första hand att hjälpa upp den fattigare adeln, utan snarare att försöka få till stånd ett ökat intresse för grosshandel. Koningentborgare hade inte rösträtt i borgmästarval och liknande.
Kontingentborgare var en person som hade tillstånd att bedriva grosshandel utan burskap, så som medlemmar av adeln, ofrälse ståndspersoner och "kronans betiente" mot en avgift, kontingent, som baserades på deras omsättning. De utgjorde ett undantag vid sidan av det normala regelverket, på samma sätt som allmogen, som hade tillstånd att sälja sina varor i städerna.  
Möjligheten att bli kontingentborgare var öppet för kvinnor, som hade svårt att bli medlemmar i skråväsendet om de inte var änkor.  Exempel på detta är den ogifta Anna Christina Thoma, som fick tillstånd för sig och sina syskon att bedriva sin döde fars affärsföretag, bod 77, i egenskap av kontingent- eller genantborgare, och den gifta Maria Cordtman, som bedrev storhandel med lärft (linne) både inom och utom landet separat från maken, järnhandlaren Johan Isaac Kegenwardt, som i stället handlade med strömming, spannmål, tobak och viner.
Dessa bestämmelser upphörde med det slutgiltiga upphävandet av skråväsendet 1864.